# Arthur Auwers
Georg Friedrich Julius Arthur von Auwers (12. září 1838, Göttingen – 24. ledna 1915, Berlín) byl německý astronom, který se věnoval sférické astronomii. Podle pozorování planetek a přechodu Venuše před slunečním diskem určil paralaxu Slunce.
V roce 1888 získal ocenění Gold Medal of the Royal Astronomical Society. Je po něm pojmenován kráter Auwers na přivrácené straně Měsíce.